# Bogusław Tomaszewicz
Bogusław Tomaszewicz – sędzia grodzki brasławski w latach 1771–1787, skarbnik wiłkomierski w latach 1765–1771.
Członek konfederacji Adama Ponińskiego w 1773 roku. Był posłem brasławskim na Sejm Rozbiorowy 1773–1775, wszedł w skład delegacji wyłonionej pod naciskiem dyplomatów trzech państw rozbiorczych, mającej przeprowadzić rozbiór. 18 września 1773 roku podpisał traktaty cesji przez Rzeczpospolitą Obojga Narodów ziem zagarniętych przez Rosję, Prusy i Austrię w I rozbiorze Polski.